# Parti communiste de Finlande (1997)
Ne doit pas être confondu avec Parti communiste de Finlande (1918).
Le Parti communiste de Finlande (en finnois : Suomen kommunistinen puolue, SKP)  est un parti politique finlandais dirigé par Yrjö Hakanen, vice-président : Lena Huldén et secrétaire général : Arto Viitaniemi. Le parti a été fondé en 1986 sous le nom Parti communiste de Finlande (Unité) (Suomen kommunistinen puolue (yhtenäisyys), SKPy) à la suite d'une scission du Parti communiste finlandais historique, qui a ensuite fusionné en 1992 avec d'autres mouvements pour fonder l'Alliance de gauche. 
À la suite de la disparition du SKP, le SKPy a été rebaptisé en 1997 du nom de Parti communiste de Finlande, reprenant le nom historique du parti.
Lors des élections législatives de 2011, le parti a obtenu 0,75 % des voix. Il revendique alors 3 000 adhérents.
Lors des élections européennes de 2014 le parti obtient 5 932 voix, soit 0,34 % et une perte de plus de la moitié de ses électeurs par rapport à 2009.
Le parti édite le journal Tiedonantaja (La Déclaration), dont le rédacteur en chef est Marko Korvela.

## Résultats électoraux

### Élections législatives
| Année | Députés | Votes  | Votes | Rang |
| ----- | ------- | ------ | ----- | ---- |
| 1999  | 0 / 200 | 20 442 | 0,8 % | 11e  |
| 2003  | 0 / 200 | 21 079 | 0,8 % | 9e   |
| 2007  | 0 / 200 | 18 277 | 0,7 % | 9e   |
| 2011  | 0 / 200 | 9 232  | 0,3 % | 9e   |
| 2015  | 0 / 200 | 7 529  | 0,3 % | 12e  |
| 2019  | 0 / 200 | 4 305  | 0,1 % | 19e  |
| 2023  | 0 / 200 | 3 044  | 0,1 % | 16e  |